# Messier 24
Messier 24 (M 24, NGC 6603), cunoscut și ca Norul stelar din Săgetător, este un obiect ceresc care face parte din Catalogul Messier, întocmit de astronomul francez Charles Messier.

## Descriere
Cu o mărime de circa 600 de ani-lumină, obiectul a fost descoperit de Charles Messier la 20 iunie 1764. Acesta l-a descris ca fiind o 
„vastă nebulozitate în care se găsesc numeroase stele de diferite magnitudini.”
.
M24 nu este propriu-zis un „roi”, este mai degrabă un vast nor galactic compus din stele și gaz interstelar, situat probabil în brațul spiral interior al Normei, situat la peste 10.000 de ani-lumină. 
În interiorul acestuia se află două roiuri deschise, NGC 6603 (care este adesea desemnat pe nedrept ca fiind M24)  și care este vizibil cu ochiul liber, și  Markarian 38 (mică grupare de stele strânse în jurul obiectului SAO 161217) cât și două nebuloase obscure catalogate de către Edward Emerson Barnard (Bernard 92 și Bernard 93) care se situează, cu siguranță, în fața acestui nor, în brațul Carena-Săgetător, la 7.000 de ani-lumină.
M24 ocupă un volum relativ mare cu o profunzime de 10.000 până la 16.000 de ani-lumină. Este cea mai mare concentrare de stele individuale vizibile cu binoclul, cu circa 1.000 de stele vizibile în interiorul unui singur câmp vizual.